# Saint-Laurent-des-Combes (Charente)
Saint-Laurent-des-Combes is een gemeente in het Franse departement Charente (regio Nouvelle-Aquitaine) en telt 96 inwoners (2009). De plaats maakt deel uit van het arrondissement Cognac.

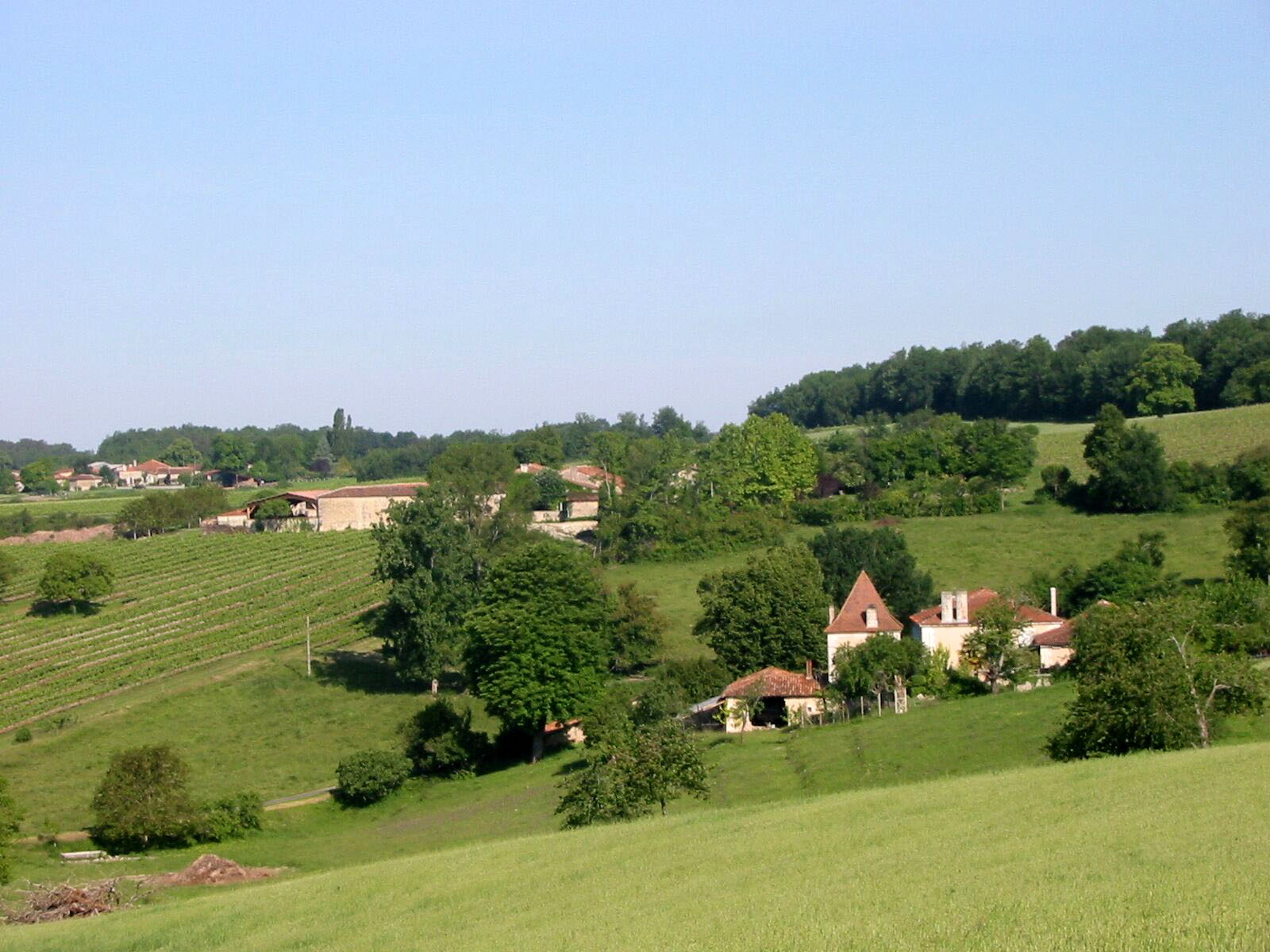
Saint-Laurent-des-Combes
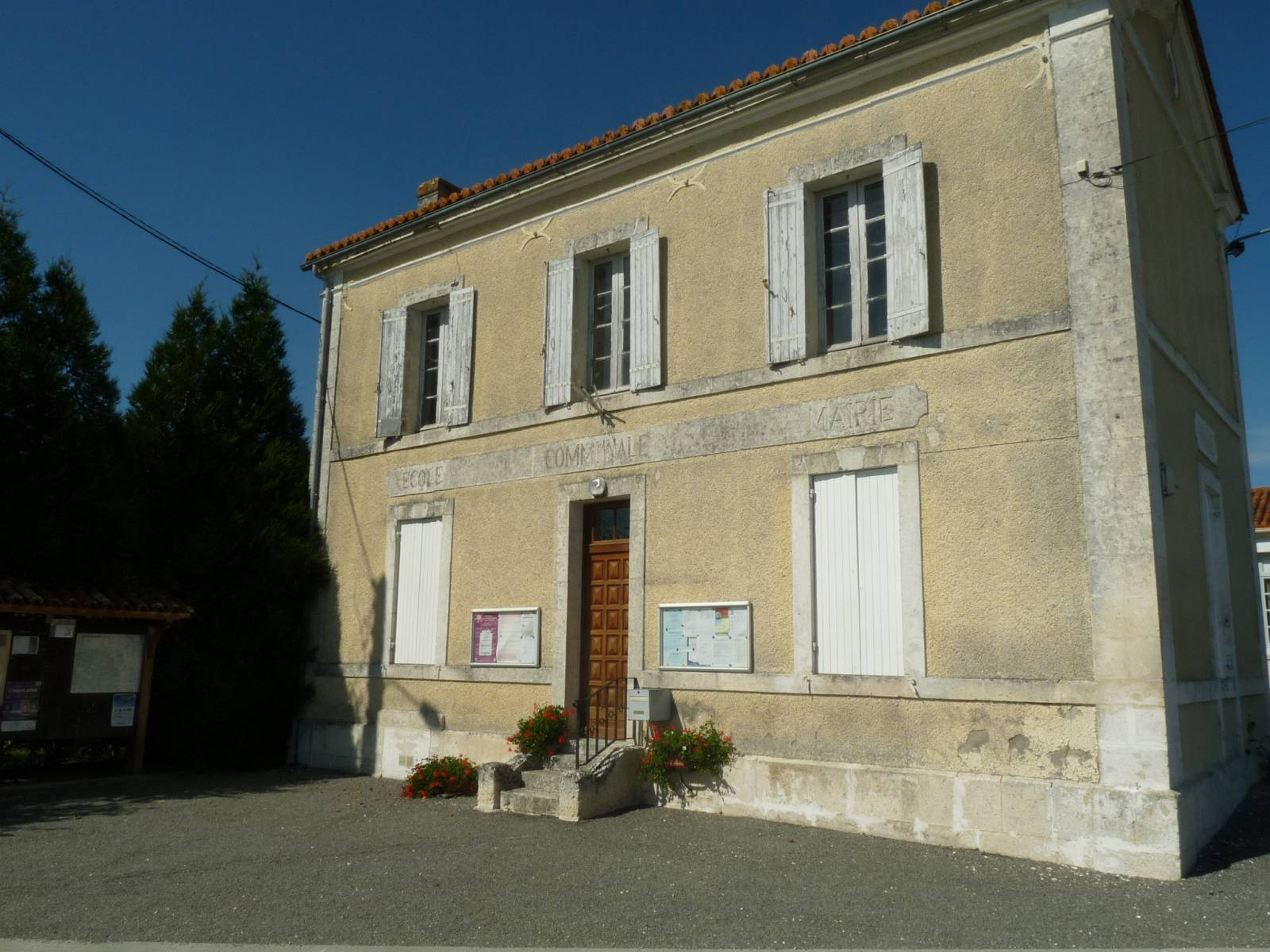
Gemeentehuis

## Geografie
De oppervlakte van Saint-Laurent-des-Combes bedraagt 7,4 km², de bevolkingsdichtheid is dus 13 inwoners per km².
De onderstaande kaart toont de ligging van Saint-Laurent-des-Combes (Charente) met de belangrijkste infrastructuur en aangrenzende gemeenten.

## Demografie
Onderstaande figuur toont het verloop van het inwonertal (bron: INSEE-tellingen).